# Le Dernier du clan McPicsou
Le Dernier du clan McPicsou est une histoire en bande dessinée de Keno Don Rosa. Elle est le premier épisode de La Jeunesse de Picsou. Elle met en scène Picsou et sa famille, principalement son père Fergus McPicsou.

## Synopsis
L'histoire commence en 1877 en Écosse. Le jeune Balthazar, dix ans, est l'héritier du clan des McPicsou. Mais, le château familial est marqué par la malédiction et les derniers membres du clan vivent dans la pauvreté à Glasgow.
Fergus, le père de Balthazar, lui confectionne un nécessaire de cirage pour avoir une nouvelle arrivée d'argent et pour apprendre à son fils à se méfier, il paye Burt, un cantonnier aux bottes boueuses, pour qu'il soit le premier client de Balthazar, mais aussi sa première déconvenue. Après avoir passé une demi-heure à nettoyer ses bottes, Burt paye le jeune garçon avec une pièce américaine qui n'a pas cours en Écosse.
Cet épisode donne le sens des affaires à Balthazar, et aussi, l'envie de revoir le château de Dismal Downs. En s'y rendant, il rencontre le fantôme de son ancêtre : Sire Duncan McPicsou qui lui indique comment faire fortune en lui proposant de se rendre en Amérique aider son oncle John McPicsou sur son vapeur. Il débarrassera les terres ancestrales de son clan en faisant fuir les Baskervilles qui s'étaient installés dessus. Il finira par se rendre en Amérique comme Mousse sur un bateau.

## Fiche technique
- Histoire n°D 91308[1].
- Éditeur : Egmont[2].
- Titre de la première publication : Den sidste von And (danois).
- Titre en anglais : The Last of the Clan McDuck.
- Titre en français : Le Dernier du clan McPicsou.
- 15 planches.
- Auteur et dessinateur : Keno Don Rosa.
- Première publication : Anders And & Co. no 33, Danemark, 10 août 1992.
- Première publication aux États-Unis: Uncle Scrooge no 285, avril 1994.
- Première publication en France : Picsou Magazine no 266, mars 1994.